# L'Au-delà
Série Trilogie de la mort
Frayeurs
(1980) La Maison près du cimetière
(1981)
Pour plus de détails, voir Fiche technique et Distribution.
L'Au-delà (E tu vivrai nel terrore - L'aldilà) est un film d'horreur italien réalisé par Lucio Fulci et sorti en 1981.
Il est souvent considéré comme la pierre angulaire de l'œuvre de Lucio Fulci. Ce film d'horreur macabre et extrêmement cru dans son traitement, illustre de manière significative le pan artistique le plus connu de ce réalisateur. Considéré à l'époque de sa sortie, et à l'instar des autres films de Fulci de la même période, comme du cinéma d'horreur « pornographique » (pour citer Christophe Gans), cette œuvre est aujourd'hui traitée avec le même égard que certains classiques, dénigrés à leurs sorties, puis réhabilités avec le temps.

## Synopsis
En 1927 dans l'hôtel des Sept Portes en Louisiane, le peintre Zweick séjourne dans la chambre 36 lorsqu'un groupe d'hommes de la région fait irruption. Le soupçonnant de sorcellerie, ils le battent à coups de chaînes, puis l'emmènent à la cave où ils le crucifient à un mur gravé d'un étrange symbole, et enfin le recouvrent de chaux vive.
Au même moment, Emily, une jeune fille du quartier, entre en possession du mystérieux Livre d'Eibon, et découvre que l'hôtel des Sept Portes a été construit sur l'une des sept portes de l'enfer. Le livre prend feu dans ses mains.
54 ans plus tard, Liza Merril, une jeune New-Yorkaise, hérite de l'hôtel des Sept Portes, qui est en très mauvais état. Déterminée à y faire des bénéfices, elle commence à rénover le bâtiment, mais d'étranges accidents ne tardent pas à se produire : la cloche de la chambre 36 sonne toute seule, et un peintre tombe de l'échafaudage lorsqu'il aperçoit la silhouette d'une femme aveugle à une fenêtre. Le blessé, qui saigne de la bouche, est secouru par le médecin John McCabe, qui rencontre alors Liza.
Peu après, le plombier Joe arrive pour réparer une fuite dans le sous-sol. Cherchant la source de la fuite, il ouvre une fissure dans un mur et se retrouve à l'endroit où Zweick avait été crucifié 54 ans auparavant. Soudain, la main d'un cadavre sort d'un mur et lui arrache les deux yeux, le tuant. Le corps est trouvé par Martha, la femme de ménage, qui fait une autre découverte choquante : le cadavre en putréfaction de Zweick.
Un peu plus tard, Liza fait un voyage en voiture et en passant sur un pont, elle croise une fille avec un chien. Liza freine à la dernière minute pour l'éviter et découvre que la fille s'appelle Emily et qu'elle est aveugle. L'accompagnant jusqu'à la villa où elle vit seule, Emily lui conseille de quitter l'hôtel et de rentrer à New York, mais ne donne pas d'autres explications.
Les deux cadavres sont transportés à l'hôpital et autopsiés par McCabe et son collègue, le Dr Harris. Ils tentent de détecter des ondes cérébrales sur le cadavre de Zweick à l'aide d'un détecteur, en vain. Cependant, lorsque les deux médecins partent, le moniteur du détecteur se met soudainement à se manifester.
La fille de Joe, Jill, et sa mère, Mary Ann, arrivent à la morgue. Elle se rend dans la chambre de son mari pour habiller le corps, mais elle est frappée par quelque chose et s'effondre inconsciente. Son visage est marqué par un jet d'acide corrosif. Jill entend les cris de sa mère et se précipite dans la pièce, se retrouvant assaillie par la mousse rougeâtre qui s'échappe du corps de sa mère. Effrayée, la jeune fille tente de s'échapper mais se retrouve face à des cadavres sans yeux lorsqu'elle ouvre une porte de la morgue.
Liza croise Jill à l'enterrement de ses parents, la jeune fille est sous le choc et garde les paupières fermées ; laissée seule dans le cimetière, elle ouvre les yeux, montrant qu'elle est aussi aveugle qu'Emily.
De retour à l'hôtel, Liza trouve Emily qui lui raconte l'histoire des Sept Portes. Cinquante ans plus tôt, tous les habitants de l'hôtel ont été retrouvés morts. Parmi eux se trouvait Zweick, qui avait découvert que l'hôtel avait été construit sur l'une des sept portes de l'enfer. Soudain, après avoir touché le même tableau que Zweick peignait avant d'être tué, les mains d'Emily se mettent à saigner et elle s'enfuit avec son chien. Liza, qui a repensé plusieurs fois à la scène, remarque que les pas d'Emily ne font aucun bruit et commence à soupçonner qu'il s'agit d'un fantôme.
Déterminée à découvrir ce qui se passe, Liza entre dans la chambre 36, où elle trouve une copie du livre d'Eibon ; entendant des bruits, elle ouvre une porte et le cadavre crucifié de Zweick apparaît. Liza crie et s'enfuit, se retrouvant dans les bras de McCabe, qui la réconforte. Liza lui parle du cadavre et l'emmène dans la pièce, mais il n'y a aucune trace ni du cadavre ni du livre. Il n'y a que deux clous rouillés plantés dans le mur.
Le lendemain, en se promenant avec Martin, l'architecte chargé de la rénovation de l'hôtel, Liza croit voir le livre d'Eibon dans une vitrine, mais c'est une hallucination. Martin se rend à la bibliothèque pour consulter le plan de l'hôtel. Il est tellement effrayé par un éclair qu'il tombe de l'échelle où il se trouvait. Blessé et allongé sur le sol, il est attaqué par un groupe de tarentules surgies de nulle part. Elles lui arrachent les lèvres, le nez, la langue et lui crèvent un œil, tandis que le plan original de l'hôtel dans le registre s'efface.
Le Dr McCabe, quant à lui, se rend à la maison d'Emily qu'il trouve abandonnée, mais où il parvient également à dénicher une copie du livre d'Eibon qu'il emporte. Pendant ce temps, chez Lisa, Martha nettoie la chambre 36 et se fait assassiner par le plombier mort qui sort d'une baignoire.
À la morgue, McCabe commence à lire le livre d'Eibon. En examinant de près le cadavre de Zweick, il découvre le même symbole gravé sur son poignet que dans le livre. Dans sa villa, Emily est menacée par Zweick, Joe, Martha et Arthur qui se matérialisent devant elle sous la forme de zombies. Elle leur crie de partir et lance son chien sur eux. Son chien la défend certes, mais se retourne contre elle et la mort à gorge après avoir été en contact avec les morts.
Liza, au sous-sol, est entre-temps attaquée par Arthur et sauvée une fois de plus par McCabe. Ils sont alors frappés par un éclair et une pluie de sang leur tombe dessus. Après s'être enfuis, Liza et Arthur se rendent à l'hôpital. McCabe y demande l'aide de son collègue Harris, un expert en occultisme. L'hôpital est soudain assiégé par un groupe de zombies, et Harris est poignardé à mort par des éclats de verre. En s'échappant, Liza trouve Jill effrayée dans la morgue et l'emmène avec elle, mais elle attaque soudainement Liza avant de se faire abattre par McCabe.
Liza et McCabe s'échappent de l'hôpital mais se retrouvent inexplicablement dans le sous-sol des Sept Portes. Ils entrent dans la cave et se rendent compte qu'ils sont entrés dans le paysage peint dans le tableau de Zweick. Devant eux se trouve un scénario surréaliste, rempli de cadavres nus, sans début ni fin : l'au-delà. Des voix murmurent constamment leurs noms.
Incapables de trouver une issue, ils s'arrêtent et clignent des yeux de terreur et de consternation. Ils sont devenus aveugles, et après quelques secondes, ils disparaissent dans le paysage qui se transforme en tableau.

## Fiche technique
- Titre français : L'Au-delà ou Le Sorcier[1]
- Titre original italien : E tu vivrai nel terrore - L'aldilà[2]
- Réalisation : Lucio Fulci
- Scénario : Dardano Sacchetti, Giorgio Mariuzzo (it) et Lucio Fulci
- Photographie : Sergio Salvati (it)
- Montage : Vincenzo Tomassi (it)
- Musique : Fabio Frizzi
- Décors et costumes : Massimo Lentini (it)
- Maquillage : Giannetto De Rossi (it), Maurizio Trani (it)
- Effets spéciaux : Giannetto De Rossi (it), Maurizio Trani (it), Germano Natali (it)
- Production : Fabrizio De Angelis
- Société de production : Fulvia Film
- Pays de production :  Italie
- Langue originale : italien
- Format : Couleurs - 2,35:1 - Son mono - 35 mm
- Genre : Horreur
- Durée : 87 minutes
- Dates de sortie : 
  - Italie : 29 avril 1981
  - France :  14 octobre 1981[1]
- Classification :
  - Italie : Interdit aux moins de 18 ans lors de sa sortie (révisé ensuite aux moins de 14 ans)
  - France : Interdit aux moins de 18 ans lors de sa sortie (révisé ensuite aux moins de 16 ans).

## Distribution
- Catriona MacColl (sous le nom de « Katherine MacColl ») (VF : Monique Thierry) : Liza Merril
- David Mitchell (sous le nom de « David Warbeck ») (VF : Bernard Tiphaine) : le docteur John McCabe
- Cinzia Monreale (sous le nom de « Sarah Keller ») : Emily
- Jean-Michel Antoine (sous le nom d'« Antoine Saint-John ») : Schweick
- Giovanni De Nava : Schweick en zombie[3]
- Veronica Lazar : Martha
- Larry Ray : Larry
- Tonino Pulci : Joe, le plombier
- Pier Luigi Conti (sous le nom d'« Al Cliver ») : le docteur Harris
- Michele Mirabella (VF : Jean Roche) : Martin Avery
- Gianpaolo Saccarola (it) : Arthur
- Maria Pia Marsala : Jill
- Laura De Marchi (it) : Mary-Ann
- Lucio Fulci : Le bibliothécaire
- Roberto Dell'Acqua : Un zombie
- Gilberto Galimberti : Un zombie

## Production

### Scénario
Le film est une idée du producteur Fabrizio De Angelis, qui obtient un préfinancement de quelques producteurs étrangers alors qu'il n'y a pas encore de scénario, mais seulement le titre du film. Le film est écrit par Dardano Sacchetti, auteur des scénarios des précédents films d'épouvante de Fulci, L'Enfer des zombies et Frayeurs.
Sacchetti a écrit l'histoire du film en dix jours en s'inspirant du roman Le Tour d'écrou de Henry James. Plus tard, le scénario a été révisé par Giorgio Mariuzzo (it) et Lucio Fulci lui-même.
Le Livre d'Eibon ou Liber ivonis est issu de l'imagination de l'écrivain américain Clark Ashton Smith et du Mythe de Cthulhu de Howard Phillips Lovecraft, dans lequel on imagine que le livre a réellement existé en deux éditions.
L'hôtel hanté par des présences maléfiques fait plutôt référence au roman Shining, l'enfant lumière, écrit par Stephen King en 1977. Plusieurs critiques comme Virgile Dumez suggèrent que le film utilise des éléments issus des derniers succès du moment : un peu d'Amityville (1979) de Stuart Rosenberg, beaucoup de Shining (1980) de Stanley Kubrick et de nombreuses correspondances avec Inferno (1980) de Dario Argento.

### Attribution des rôles
Pour le rôle principal, le cinéaste avait tout d'abord pensé à Tisa Farrow, l'héroïne de son Enfer des zombies (1979), mais cette dernière arrêta le métier d'actrice après l'Antropophagus de Joe D'Amato sorti en 1980. Catriona MacColl avait déjà joué le rôle principal féminin dans Frayeurs. Pour le premier rôle masculin, le réalisateur romain choisit David Mitchell alias David Warbeck, qui avait déjà joué un rôle dans Le Chat Noir, et avait entretenu d'excellentes relations sur le plateau avec Fulci.
Le rôle de Joe le plombier devait initialement être interprété par Venantino Venantini. Le générique de fin du film et de nombreuses sources rapportent que c'est l'acteur Giovanni De Nava qui a joué le rôle. En réalité, celui qui a finalement joué le rôle était le directeur de théâtre Tonino Pulci, un grand ami du metteur en scène, qui tournera de nouveau en 1982 sous la direction de Lucio Fulci dans La Malédiction du pharaon.
On pensait initialement à Ivan Rassimov pour le rôle du Dr Harris, mais c'est finalement Pier Luigi Conti alias Al Cliver, l'acteur fétiche de Lucio Fulci, qui est choisi.
Emily devait être jouée par Stefania Casini, qui a refusé le rôle parce qu'elle ne voulait pas porter les lentilles optiques requises pour le rôle. Finalement, Emily a été jouée par Cinzia Monreale, la vedette du Blue Holocaust de Joe D'Amato, qui utilise le pseudonyme de Sarah Keller.
Veronica Lazar avait été la Mater Tenebrarum dans le film Inferno de Dario Argento. L'actrice était recherchée par Fulci. Le rôle de l'architecte Martin était interprété par Michele Mirabella, qui deviendra plus tard un présentateur de télévision connu. Fulci ne voulait pas d'un acteur connu pour le rôle. Mirabella se rend à l'audition en cachant au réalisateur son passé d'acteur de publicité. Lorsque Fulci l'apprend, alors que le tournage est déjà terminé, il s'est senti floué.
Lucio Fulci fait une apparition dans le rôle du bibliothécaire qui tend l'échelle à Martin avant qu'il ne tombe au sol. Les figurants du film ont été recrutés parmi les clochards de Rome, qui étaient payés avec de copieuses doses de whisky et de vodka.
Pendant la production, Fulci (notoirement très dur avec ses acteurs, surtout les actrices) a eu des problèmes notamment avec Cinzia Monreale et Antoine Saint-John. Ce dernier a même fui le plateau, car il ne supportait plus les séances de maquillage incessantes.

### Maquillage, trucages et effets spéciaux

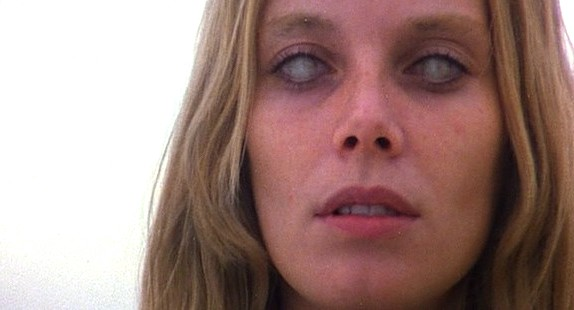
Emily (Cinzia Monreale), équipée de fausses lentilles de contact pour représenter sa cécité.

Les maquillages et les effets spéciaux du film sont réalisés par Giannetto De Rossi (it), Maurizio Trani (it) et Germano Natali (it). Comme c'était l'habitude de De Rossi, les trucages et le maquillage étaient expérimentés directement sur les acteurs, avec l'aide de quelques prothèses.
Les acteurs qui, au cours du film, interprètent des personnages qui deviennent aveugles ou le sont déjà, comme Emily, sont équipés de fausses lentilles avec des pupilles peintes. Cinzia Monreale, en particulier, tourne tout le film avec ces lentilles sur les yeux.
Pour la scène de l'arrachage de l'œil de Joe le plombier, un faux œil est fabriqué avec la partie avant durcie, tandis que le reste était en pâte à modeler. La main qui sort du mur et attrape Joe est celle de De Rossi, bien que Maurizio Trani ait déclaré que c'était la sienne.
Pour l'attaque des tarentules sur Michele Mirabella, de fausses araignées sont construites, pilotées à distance par De Rossi, mais six vraies tarentules sont également utilisées. L'idée de faire entrer la tarentule dans la bouche de Mirabella et de filmer depuis l'intérieur de sa bouche est suggérée par De Rossi. Deux bouches sont fabriquées : une grandeur nature, utilisée pour les prises de vue extérieures, et une autre trois fois plus grande qu'une bouche normale, utilisée pour les prises de vue intérieures La langue qui est tirée de la bouche est faite de latex et a un réservoir rempli de faux sang.

### Photographie
La photographie du film a été confiée à Sergio Salvati, collaborateur de longue date de Fulci. Comme inspiration, Salvati a lu un livre du peintre Fabrizio Clerici, apporté sur le plateau par le décorateur Massimo Lentini.
Le prologue du film a été tourné en noir et blanc, avec des tons sépia, pour lui donner un semblant de photographie ancienne. Salvati a utilisé une couleur sépia, à l'aide de gélatine, et l'a ensuite tonifiée pendant le processus d'impression. Cependant, pour l'édition sortie dans les cinémas allemands, le prologue est en couleur à la demande des distributeurs pour mettre en valeur les scènes sanglantes de l'exécution de Zweick.
La séquence dans laquelle Emily est assiégée par des zombies a été réalisée par une alternance de plans longs et de gros plans, afin d'augmenter le caractère dramatique de la séquence.
La scène finale du film a été tournée aux studios Incir De Paolis. Dans le scénario, la séquence était décrite avec peu de mots. Une fois sur le plateau, Salvati a remarqué que les décors étaient très pauvres, il a donc utilisé des bombes de fumée pour créer une atmosphère plus appropriée. Mais avec les machines à fumée sur le plateau, l'effet voulu par Fulci n'a pas été obtenu, alors Salvati a fait fermer les portes du plateau, de sorte que la fumée s'est arrêtée au sol, créant un effet suggestif qui est ce que nous voyons dans le plan-séquence.

### Tournage
Le tournage a commencé le 20 octobre 1980 et a duré huit semaines. Le titre de travail était simplement L'aldilà. Dans une interview, Fulci a indiqué que le budget du film était de 580 millions de lires italiennes, soit la moitié du montant que De Angelis déclare avoir dépensé.
Les extérieurs ont été tournés à La Nouvelle-Orléans et en Louisiane, tandis que les intérieurs ont été tournés à Rome, aux Studios De Paolis. Les scènes se déroulant à l'hôtel des Sept Portes ont été tournées à La Nouvelle-Orléans, dans une villa située dans un parc. La villa d'Emily est la même que celle où Louis Malle a tourné La Petite en 1978.
Le décor de l'au-delà dans lequel Liza et McCabe se retrouvent à la fin du film a été créé par le décorateur Massimo Lentini, qui s'est en partie inspiré de certaines tableaux du peintre Fabrizio Clerici. Pour réaliser le symbole gravé sur le mur de la cave et sur le bras de Zweick, Fulci a demandé à Lentini de reproduire un dessin très semblable présent dans un tatouage de sa fille Antonella. Lentini a d'abord fait un story-board, puis la décor final a été réalisé en studio, à une date ultérieure.
La séquence dans laquelle Michele Mirabella est attaquée par un groupe d'araignées a été difficile à réaliser : Mirabella était allongé sur le sol, tandis que des pinces portatives empêchaient les araignées d'approcher l'acteur. Fulci n'était pas satisfait de ce trucage, et a finalement choisi de recouvrir le corps de Mirabella d'araignées. L'acteur a ensuite été victime d'une maladie.
Le film est ponctué d'une série de chuchotements. L'idée est venue à Fulci après avoir entendu l'effet que l'acteur Pino Colizzi avait l'habitude de mettre dans ses films. Cet effet, appelé « la cupola » par Fulci, consistait à faire prononcer à certains acteurs une série de mots pleins de s, et a été utilisé pour la première fois dans Frayeurs.
Les zombies qui apparaissent soudainement dans l'hôpital ont été commandés par des distributeurs allemands pour exploiter le succès des films de zombies, très populaires à l'époque. Cependant, les distributeurs allemands se sont plaints de la violence excessive montrée dans la fusillade finale contre les zombies, mais Dardano Sacchetti a déclaré que les zombies étaient déjà présents dans son scénario.
Lors de la séquence se déroulant dans l'hôpital assiégé par les zombies, David Warbeck charge par erreur son arme en manipulant le canon. Dans la scène, McColl commence à rire, juste avant que les portes de l'ascenseur ne se ferment. C'était une distraction délibérée de la part de Warbeck, due à sa dispute précédente avec Fulci. Personne n'a remarqué l'erreur et la séquence est restée dans le film terminé.

### Bande originale
La bande originale du film a été composée par Fabio Frizzi, l'un des collaborateurs réguliers de Lucio Fulci.
Liste des titres
1. Verso l'ignoto
2. Voci dal nulla
3. Suono aperto
4. Sequenza coro e orchestra
5. Oltre la soglia
6. Voci dal nulla (version longue)
7. Suono aperto (version longue)
8. Giro di blues
9. Sequenza ritmica e tema

## Exploitation
Le film a été approuvé par la censure le 23 mars 1981, avec le visa no 76406, et a été interdit aux mineurs de moins de 18 ans. En 1987, la réédition du film a reçu le visa no 82634 du 1er juillet 1987. L'interdiction a été confirmée pour les moins de 18 ans. Le 5 décembre 1988, une révision a eu lieu qui interdit désormais le film aux moins de 14 ans.

### Entrées en salles
En Italie, le film a rapporté un total de 747 615 662 lires. À l'étranger, il a connu un vif succès, caracolant en tête des films italiens les plus visionnés aux États-Unis.

### Accueil critique
Lors de sa sortie, le film n'a pas été très apprécié par les critiques de cinéma, comme presque tous les films de Fulci.
Le Corriere della Sera a sévèrement attaqué le film, affirmant : « Le film ne fait que nous prendre aux tripes. Et soyons honnêtes : à ce niveau, la pornographie est plus tolérable ». La Repubblica écrit : « Le résultat est celui de l'habituel théâtre du macabre joué par des personnages prévisibles ».
Tullio Kezich a souligné « la banalité de l'intrigue et le mauvais goût sanguinolent », mais a sauvé « une écriture filmique efficace et même élégante ».

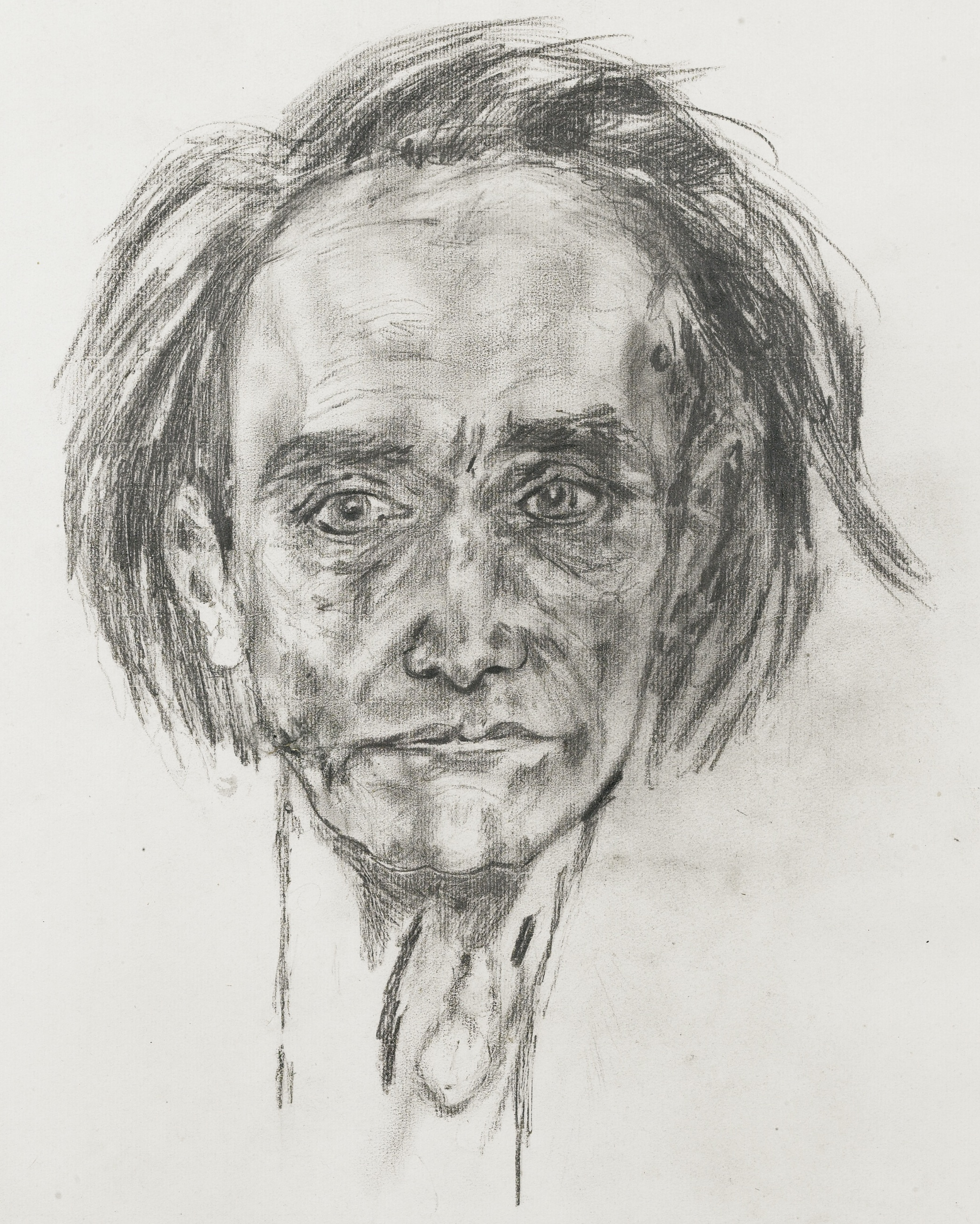
Autoportrait d'Antonin Artaud en 1946, un auteur qui a inspiré Lucio Fulci pour le film.

Ce n'est qu'au XXIe siècle que des revues consacrées au cinéma de genre en Italie, comme Nocturno, ont réévalué le film. Nocturno écrit : « L'Au-delà ne doit pas être vu, il doit être "vécu". Des morceaux de bravoure digne d'un grand cinéma (on pense à la première apparition de Cinzia Monreale sur cette autoroute déserte et brumeuse) se mêlent à des chevauchées furieuses dans l'univers purulent et pourrissant du gore thanatologique, dont Fulci reste le maître incontesté ».
Antonio Tentori a écrit : « Avec L'Au-delà, Fulci réussit à réaliser cette horreur extrême, libre, totale et passionnante qui représente le mieux le véritable esprit de l'auteur ».
Pour Paolo Albiero et Giacomo Cacciatore, le film est « un véritable cauchemar filmique basé sur les canons de la maison hantée. Fulci réalise ce qui est considéré par beaucoup comme son chef-d'œuvre, certainement son œuvre la plus visionnaire, subversive et extrême ».
Fulci a défini son film comme « artaudien », c'est-à-dire inspiré par Antonin Artaud, le célèbre dramaturge français qui a théorisé le théâtre de la cruauté : « Pour moi, c’est un film artaudien absolu. J’ai personnellement connu Antonin Artaud, il m’a regardé avec ses yeux fous, il y a trente ans. Mon idée était de faire un film absolu, avec toutes les horreurs de ce monde. C’est un film sans intrigue : une maison, des hommes et des morts qui viennent de l’Au-delà. Il n’y a pas de logique à chercher dans ce film qui n’est qu’une suite d’images ». Fulci ajoute : « Le message que j'essayais de communiquer est que notre vie est un terrible cauchemar et que la seule façon d'y échapper est de se cacher dans ce monde intemporel. À la fin du film, les protagonistes ont ces yeux aveugles et il y a ce désert sans lumière, sans ombre, sans vent... le néant absolu. Je pense m'être rapproché de ce que la plupart des gens pensent être la vie après la mort ».

## Clins d'œil et références
- La séquence dans laquelle un liquide rougeâtre mélangé à de l'écume inonde la morgue est un hommage à Danger planétaire (The Blob), réalisé par Irvin Yeaworth en 1958[4].
- Le massacre à coups de chaîne que fait Zweick est une auto-référence[4] : une séquence semblable (la mort de la maciara Florinda Bolkan) est en effet présente dans La Longue Nuit de l'exorcisme, un giallo réalisé par Fulci en 1972.
- L'attaque soudaine du chien d'Emily sur son maître est une référence à une séquence semblable dans Suspiria, réalisé par Dario Argento en 1977[4]. L'idée des voix qui murmurent est également empruntée au film. C'est également d'Inferno, réalisé par Argento en 1980, que vient l'idée de la maison construite sur l'une des portes de l'enfer[4].
- Une autre auto-référence concerne les décès de Joe et Martha. En fait, tous deux sont énucléés, comme dans la célèbre « séquence de l'œil » présente dans L'Enfer des zombies, réalisé par Fulci en 1979[4].
- Re-Animator, réalisé par Stuart Gordon en 1985, se termine dans un hôpital assiégé par des zombies[4].
- Dans Aenigma, réalisé par Fulci en 1987, il y a une séquence dans laquelle une fille est étouffée par des limaces, qui rappelle beaucoup la scène de l'assaut des araignées sur Michele Mirabella[4].
- Dans L'Attaque des morts-vivants, réalisé par Claudio Lattanzi en 1988, la demeure visible au début est la même que celle utilisée par Fulci pour l'hôtel des Sept Portes.
- Une partie de la bande originale du film est réutilisée dans certaines scènes de Un gatto nel cervello, réalisé par Fulci en 1990[4].
- L'Antre de la folie, de John Carpenter (1994), présente de nombreuses similitudes avec L'Au-delà : de l'intrigue, qui comporte des références à Lovecraft, à certaines scènes dans lesquelles se produisent des manifestations surnaturelles et surréalistes[4].
- Sam Raimi a rendu hommage au film de Fulci dans son Spider-Man, réalisé en 2002. Le chef monteur Bob Murawski se sert du plan, durant l'attaque de la bibliothèque, où l'on voit une araignée vue d'en-bas, comme image subliminale dans le premier rêve de Peter Parker[4].
- Quentin Tarantino a rendu hommage au film dans son Kill Bill : dans le Volume 1, dans la scène où la mariée arrache les yeux de l'un des 88 fous, et dans le Volume 2, dans la scène où la mariée arrache l'œil d'Elle Driver[4].
- Dans Planète Terreur de Robert Rodríguez (2007), l'épidémie de zombies débute dans un hôpital.

## Hommages
- Le film inspira le groupe suédois Europe et leur morceau Seven Doors Hotel, ainsi que le jeu vidéo Silent Hill, où une image d'un corps crucifié similaire à Zweick apparaît derrière une porte.
- Le groupe américain Necrophagia a également rendu hommage au film, avec la chanson And You Will Live In Terror, figurant sur le mini-CD Black Blood Vomitorium, qui utilise en introduction un fragment sonore du meurtre de Zweick au début du film.
- Le groupe de speed metal Baphomet's Blood rend également hommage au film en utilisant la phrase finale pendant l'intro de l'album Second Strike et une phrase pendant le meurtre de Zweick comme intro de Burn in Hell sur le même disque.
- Le jeu vidéo Silent Hill fait référence au film : à un moment du jeu, une porte s'ouvre dans un hôpital et Zweick apparaît crucifié.
- Le jeu vidéo Resident Evil de 2002 a également rendu hommage au film en reproduisant explicitement une scène de celui-ci : à un moment donné, le protagoniste se retrouve devant une baignoire pleine d'eau sale ; après l'avoir vidée en enlevant le bouchon, un zombie en sort prêt à l'attaquer.
- La jaquette du single Serious de Duran Duran, sorti en 1990, est inspiré par l'affiche du film.
- Le groupe tchèque Thought Collapse a rendu hommage au film en écrivant la chanson The Beyond sur leur album Autumn Break In.
- Le groupe américain Death a rendu hommage au film en écrivant la chanson Beyond the Unholy Grave sur l'album Scream Bloody Gore.
- Le titre Vorebbero de Zinghero et 1 Zuckero, contenu dans l'album Ministero dell'inferno (it) du collectif de rap italien TruceKlan, contient un extrait de Voci dal Nulla directement tiré de la bande originale du film.
- Le rappeur Kappa-O, dans une de ses chansons, dit E tu vivrai nel terrore come Lucio Fulci.

## Suite
Au fil des ans, il a été question d'une éventuelle suite du film, intitulée Beyond the Beyond, dans laquelle John et Liza reviendraient du royaume des ténèbres et prendraient la place d'Emily en tant que gardiens du seuil entre les deux mondes. Certaines rumeurs prétendaient qu'il a été tourné plusieurs minutes du film, tandis qu'un fanzine français publiait une sorte de brochure du film. David Warbeck a confirmé l'existence du projet dans le commentaire audio du film, présent sur le DVD.
La fille de Fulci, Antonella, a par la suite démenti toutes les rumeurs concernant la suite, révélant qu'un scénario intitulé Beyond the Beyond existait effectivement, mais qu'il avait été créé dans un but spéculatif.